# Francis Scott, II conte di Buccleuch

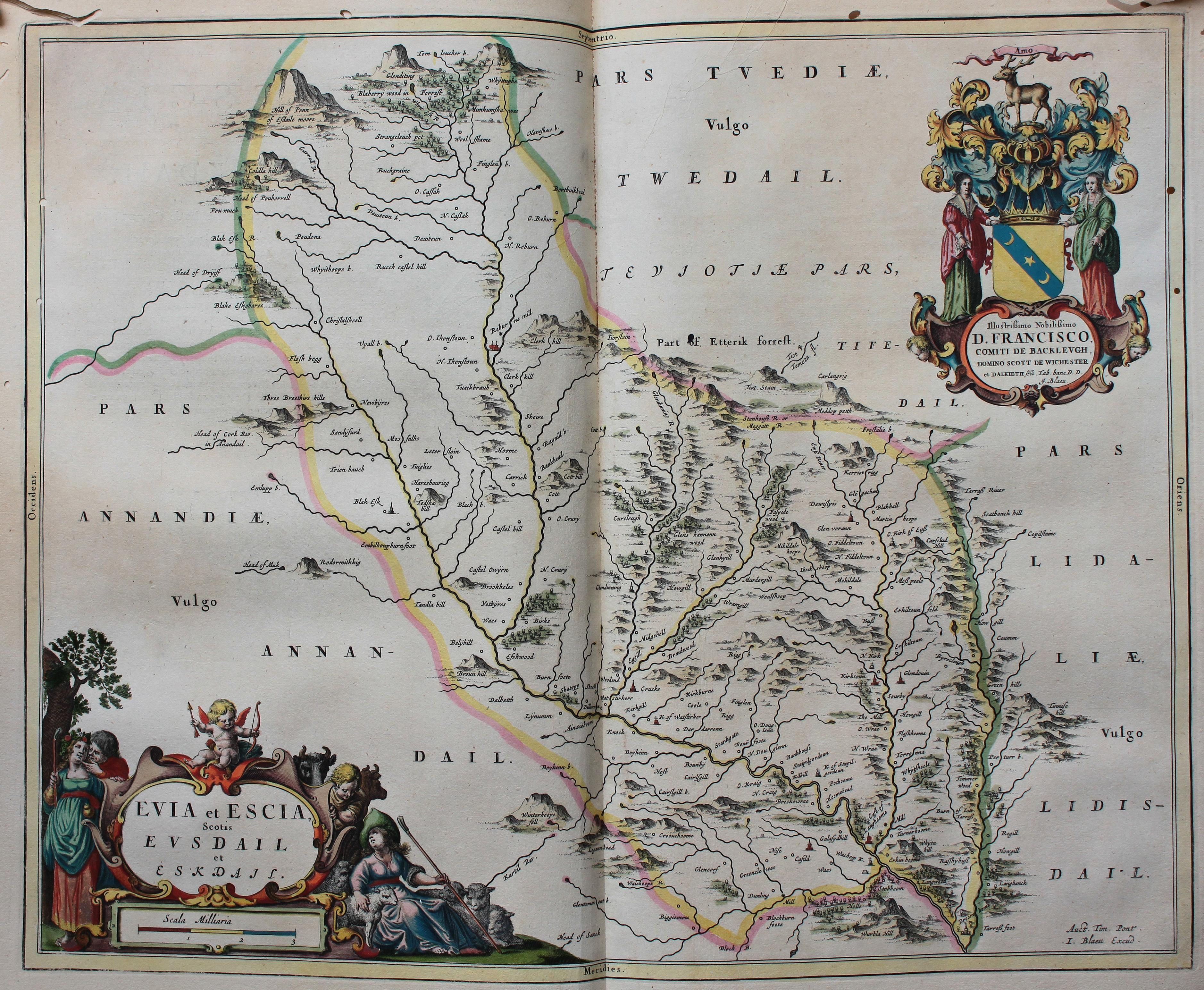

Francis Scott, II conte di Buccleuch (21 dicembre 1626 – 22 novembre 1651), è stato un nobile scozzese.

## Biografia
Francis Scott era figlio di Walter Scott, I conte di Buccleuch, e di sua moglie Mary Hay, figlia a sua volta di Francis Hay, IX conte di Erroll, uno dei principali cospiratori cattolici per la detronizzazione di Elisabetta I d'Inghilterra
Il 25 luglio 1646, sposò lady Margaret Leslie, figlia di John Leslie, VI conte di Rothes e la coppia ebbe tre figli:
- Mary Scott, III contessa di Buccleuch (1647–1661)
- Walter Scott, barone Scott di Buccleuch (nato e morto nel 1648), morto infante.
- Anne Scott, I duchessa di Buccleuch (1651–1732)